# Someday I'll Be Saturday Night
Someday I'll Be Saturday Night is een nummer van de Amerikaanse rockband Bon Jovi. Het nummer werd uitgebracht als tweede single van hun "greatest hits"-album Cross Road.

## Tracklist

### Cd-single
1. Someday I'll Be Saturday Night
2. Good Guys Don't Always Wear White

### Cd-maxi
1. Someday I'll Be Saturday Night
2. Good Guys Don't Always Wear White
3. With a Little Help from My Friends (Live @ Montreal)
4. Always (Live @ Montreal)

## Hitnotering
| Nummer | 49 | uit |